# Bratři Grimmové

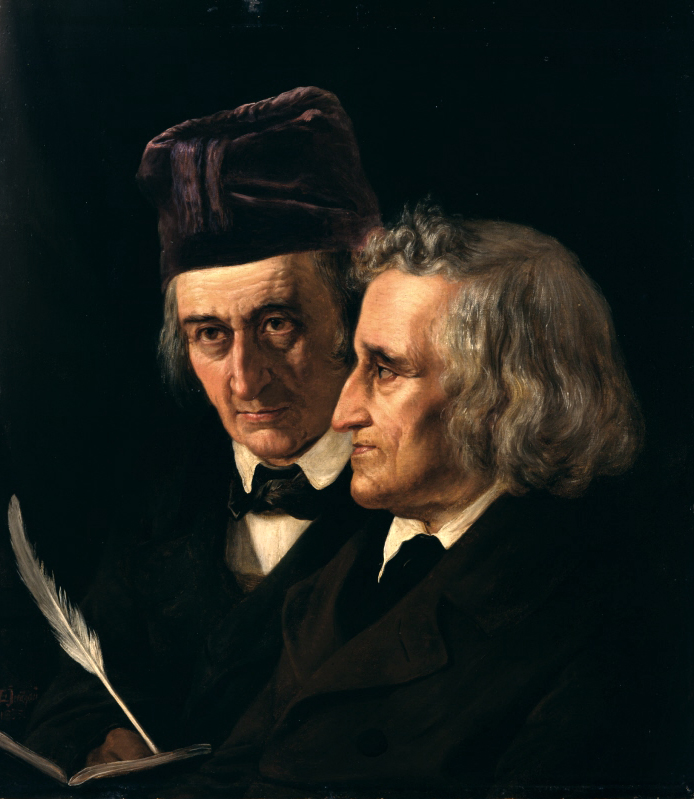
Bratři Grimmové

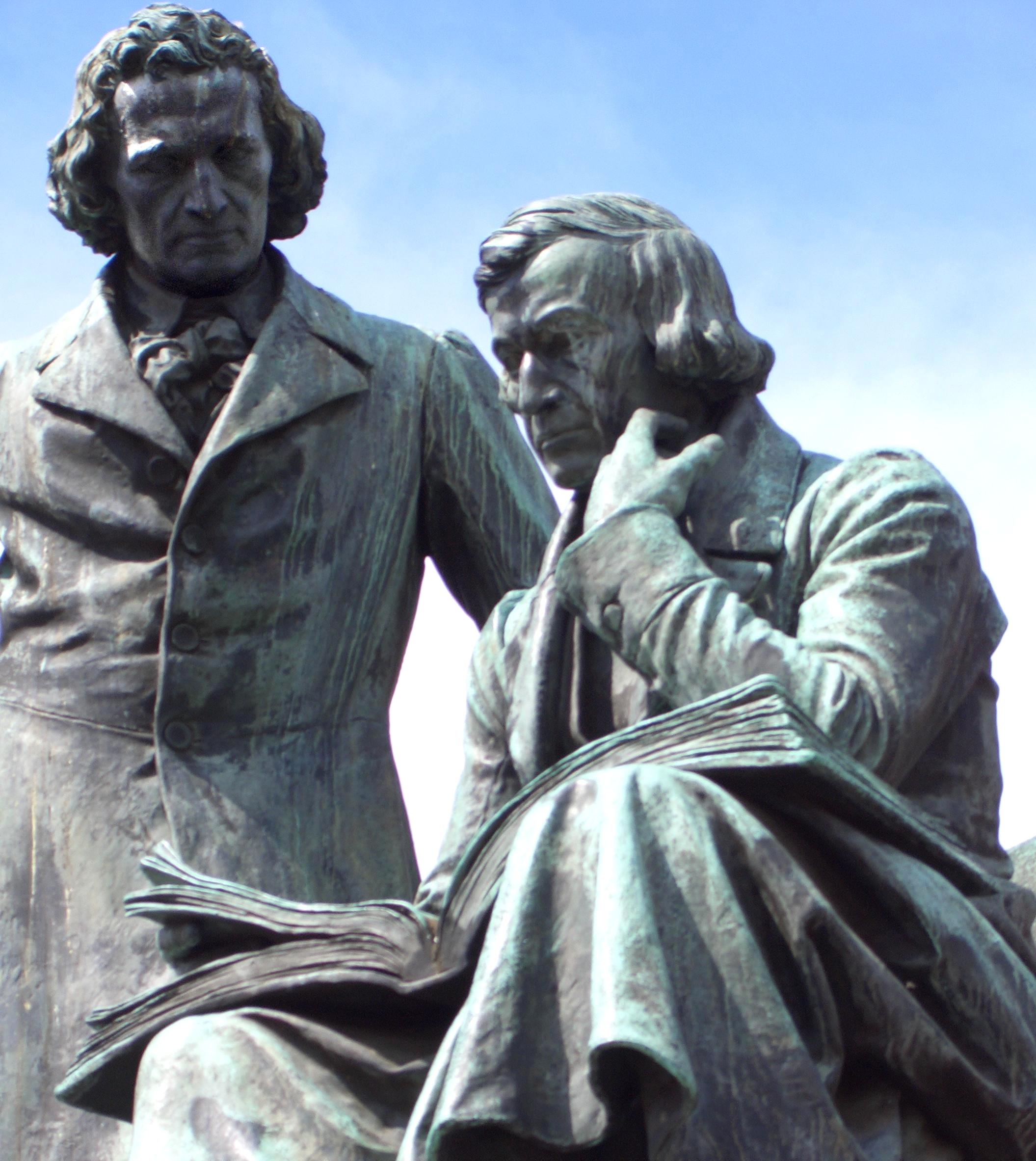
Pomník bratří Grimmových v rodném Hanau (autor monumentu: Syrius Eberle)

Bratři Grimmové (německy Brüder Grimm, nebo Gebrüder Grimm) byli sběratelé klasických lidových německých pohádek a mytologických příběhů.
Známější z obou bratrů, Jacob Grimm (1785–1863), byl jedním z největších německých jazykovědců. Mladší Wilhelm Grimm (1786–1859) se zapsal do dějin jako spolupracovník svého staršího bratra. Bratří Grimmové prosluli v německé i světové literatuře svou sbírkou lidových pohádek a písní, pověstí a legend. Zvláště svými Kinder- und Hausmärchen (v Česku známé jako „Pohádky bratří Grimmů“), kterými položili základy nové vědy – folkloristiky. Pohádky jako Sněhurka či Šípková Růženka jsou známy z mnoha zpracování, ale prvními, kdo je zapsali v německém kontextu, byli právě bratří Grimmové. V činorodé spolupráci byl Wilhelm tím, kdo pohádky sbíral a upravoval, zatímco Jacob, který byl lingvista a filolog, pohádky povýšil na předmět seriózního vědeckého výzkumu.
Podle Grimmů se inspirovalo mnoho německých spisovatelů jako třeba Benedikte Naubertová, ale i řada autorů české literatury, například Karel Jaromír Erben.

## Život
Bratři Grimmové pocházeli z měšťanské rodiny v Hanau, kde otec působil jako právník a obhájce. Jacob se narodil jako druhý a Wilhelm jako třetí z celkem devíti dětí manželů Grimmových. Měli jedinou sestru Charlotte (Lotte) Amalii Hassenpflug (1793–1833).
Bratři studovali na klasickém gymnáziu v Kasselu. Po otcově smrti jim bohatá teta umožnila pokračovat ve studiu práv na univerzitě v Marburgu. Tamější profesor práv Friedrich Carl von Savigny jim přiblížil význam písemných historických pramenů a lidové slovesnosti pro kulturu národa. Věnovali se studiu starogermánských zpěvů a v Paříži v roce 1805 četli středověkou francouzskou literaturu.
V roce 1806 se vrátili do Kasselu, kde se Jacob stal vojenským úředníkem a krátký čas se věnoval i politice. Stal se hesenským legačním radou a v letech 1814–1815 se jako sekretář vestfálské delegace zúčastnil vídeňského kongresu. Wilhelm v letech 1812–1815 navštěvoval německé usedlosti a sbíral staré příběhy a ságy. Před právnickou kariérou však dali bratři Grimmové přednost vědeckému bádání. Chtěli se věnovat poznání nejstarších období německého jazyka, poezie i práva s cílem probudit v lidech lásku k rodné zemi. Jednu z cest k národnímu uvědomění viděli v poznání starobylých tradic v zapomenutých písemných památkách. Zpočátku se zabývali studiem starogermánštiny. Zpracovali vlastní edice starých textů Minnesang a Meistersang (1811), Píseň o Hildebrandovi (1812), několik let pracovali na rozboru Eddy. Na Vánoce 1812 vyšel první svazek pohádek Kinder- und Hausmärchen. Do roku 1822 postupně vyšly další dva díly, které obsahovaly nové příběhy. Lidové pohádky jim vyprávělo dohromady asi 40 lidí. Jednou z nejvýznamnějších vypravěček byla Marie Hassenpflugová, přítelkyně jejich sestry Charlotty, která pocházela z dobře situované, francouzsky mluvící rodiny. Mariiny příběhy byly směsí motivů pocházejících z lidové tradice a vlivů z četby Perraultových Pohádek Matky husy (1697). Wilhelm se snažil francouzské prvky v pohádkách eliminovat. Místní vypravěčka Dorothea Viehmannová jim zase předala řadu pověstí a pohádek z hessenské oblasti. Německý jazyk a starogermánský původ pohádek byl pro bratry jedním z důležitých prostředků prokazujících možnost sjednocení rozděleného národa do nového státu. První vydání pohádek se setkala s neúspěchem na trhu, kritikou byly označeny za nevhodné pro děti. Pomocníkem při shromažďování materiálů byl pro bratry baron August von Haxthausen, který od svých příbuzných, vesničanů a služebnictva  získal asi 80 pohádek. Většina z nich však byla podstatně upravena.  
Od roku 1813 do roku 1816 bratři také vydali tři svazky časopisu Altdeutsche Wälder, který obsahoval staroněmeckou literaturu. Své jazykové rozbory publikovali ve vědeckých článcích, široký ohlas mělo převyprávění různých mýtů a legend. Jacob od roku 1818 postupně vydával svou Německou gramatiku (Deutsche gramatik), v níž položil základ moderní etymologii. V roce 1819 získal na univerzitě v Marburgu čestný doktorát. Oba pracovali v univerzitní knihovně, Jacob jako knihovník, Wilhelm jako sekretář. V knihovně pracovali tři hodiny denně, ve zbývajícím čase se mohli věnovat studiu starého německého jazyka a dalšímu bádání. Sdíleli společnou domácnost se sestrou Lotte až do její svatby s Ludwigem Hassenpflugem. V roce 1825 se Wilhelm oženil, postupně se mu narodily tři děti, ale Jacob nadále zůstal členem jeho domácnosti. Ve stejném roce vyšlo nové jednosvazkové vydání 50 pohádek, které ilustroval jejich bratr Ludwig Emil. Wilhelm do nich zařadil pohádky, které byly určeny především dětem a jejich nové verze měly šťastný konec.
Roku 1830 se bratři přestěhovali do Göttingenu, kde Jacob přednášel na univerzitě staré právo, německou gramatiku a dějiny německého písemnictví. Od roku 1830 byl řádným profesorem. Publikoval další dva svazky Německé gramatiky a pracoval na Německé mytologii. Wilhelm se stal univerzitním knihovníkem a od roku 1835 také profesorem. Jejich pohádky již v té době získaly mezinárodní úspěch.

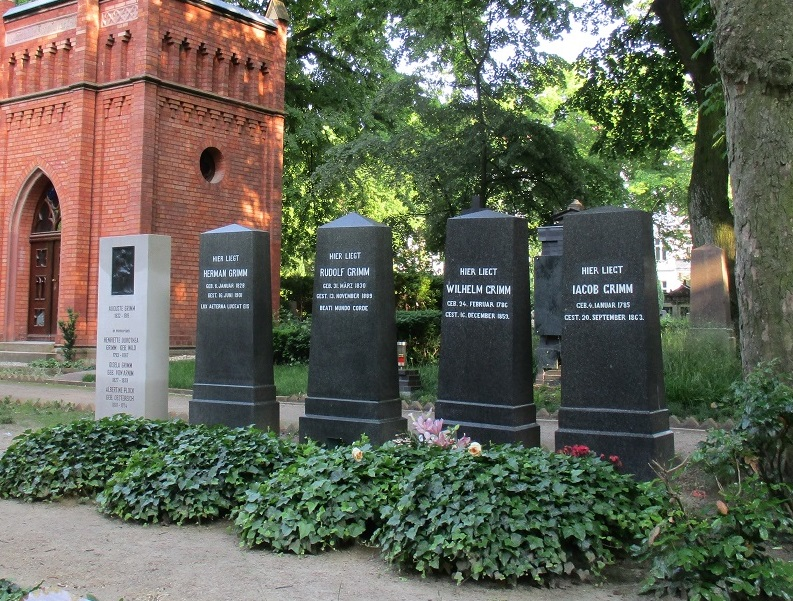
Hrob bratří Grimmů a členů jejich rodiny v Berlíně–Schönebergu

V roce 1837 ale byli oba bratři propuštěni za protest proti zrušení tzv. Hannoverské konstituce králem Arnoštem Augustem. Spolu s dalšími pěti liberálními profesory odmítli složit přísahu králi. Tři z této göttingenské sedmičky, včetně Jacoba Grimma, byli vypovězeni ze země. Wilhelm prohrál soudní při o vyplacení mzdy a dlouho nemohl najít zaměstnání. Na podporu profesorů byly organizovány spolky po celém Německu. V roce 1838 se Wilhelm přestěhoval za Jacobem do Kasselu a od té doby se již nerozešli. Odjeli do Itálie a Skandinávie, kde studovali starověké jazyky a hledali stopy starogermánských slov v antických textech. Lipští vydavatelé Karl Reimer a Salomon Hirzel jim poskytli prostředky na shromáždění podkladů pro vydání Německého slovníku.
V roce 1840 se bratři Grimmové stali profesory na univerzitě v Berlíně, kam je pozval nový pruský král Bedřich Vilém II. Pokračovali zde v práci na německém výkladovém slovníku. První svazek tohoto rozsáhlého díla vyšel v roce 1857 a poslední 16. svazek vyšel až v roce 1960. Dalším společným dílem z berlínského období byly Dějiny německého jazyka (1848).
Wilhelm zemřel v Berlíně 16. prosince 1859 a Jacob o 4 roky později tamtéž 20. srpna 1863. Jsou pochováni společně na starém hřbitově sv. Matouše v Berlíně-Schönebergu.

## Dílo
Bratři Grimmové tvořili dokonalý pracovní tým, v němž se Jacob zaměřoval na studia lingvistická, kdežto Wilhelm byl spíše literárním badatelem a měl hlavní podíl na výsledném zpracování pohádek. Ve své práci byli ovlivnění současným německým romantismem a svou láskou k mytologii, folklóru a fantaziím. Svou prací dokázali, že na základě studia ústních pramenů, může být sestavena sbírka folklórních příběhů, které se snaží o ryzí reprodukci originálních motivů, a ukázali tak cestu dalším badatelům. Ač byly sesbírané příběhy zaznamenány s co největší přesností a věrností, přece však se zvláště Wilhelm při pozdějších vydáních neubránil svým literárním ambicím a některým pohádkám dodal poetický nádech.
Svou celoživotní prací bratři Grimmové dokázali, že pohádky mohou být zaznamenávány a poté uveřejněny v tištěné formě ve svém originálním znění, a tak být dále šířeny. V praxi byly pak, zejména kvůli dětem, pohádky upravovány, například ve Sněhurce byl změněn konec příběhu, kdy v původním znění musela zlá královna tančit v rozžhavených botách až k smrti, nebo v Jeníčkovi a Mařence, kdy byla zlá čarodějnice ve velkých mukách zaživa upečena v peci.
Ani v moderní době nezůstaly pohádky bratří Grimmů ušetřeny pozornosti. Němečtí nacisté považovali za jeden ze symbolů německého lidu pohádku O červené Karkulce, neboť v jejich interpretaci byla zachráněna před zlým židovským vlkem. V 70. letech 20. století byly pohádky bratří Grimmů zase předmětem pohrdání a kritiky feministického hnutí za svůj neskrývaný sexistický popis světa.
Kromě činnosti folkloristické se bratři Grimmové věnovali i jazykovědě – spolu založili v roce 1838 projekt, který vedl k vytvoření Deutsches Wörterbuch, jednoho z nejvýznamnějších slovníků německého jazyka, který je používán dodnes a se svými dvaatřiceti svazky se řadí také k nejrozsáhlejším slovníkům vůbec. Projekt byl dokončen až v roce 1961. Dalším významným dílem Jacoba Grimma byl spis Deutsche Mythologie, který rozsáhle pojednává o germánské mytologii.

### Národopis a mytologie
Grimmové patřili také k zakladatelům německé Volkskunde, obdobě českého národopisu. V lidové slovesnosti se pokoušeli nalézt autentickou německou mytologii, neovlivněnou cizími, především žido-křesťanskými příměsemi. Na rozdíl například od Johanna Gottfrieda Herdera, který se domníval, že německá mytologie odpovídala té obsažené v severských Eddách, se zaměřili v duchu Edwarda Burnetta Tylora na „přežitky“ německé mytologie, které se podle jejich názoru zachovaly v příbězích rolnictva. K odlišení autentických přežitků od pozdějších příměsí se Grimmové, především Jacob, obrátili k indoevropské lingvistice a mytologii.
Podle Jacoba Grimma bylo původní německé náboženství monoteistické, s určitými tendencemi k panteismu, a „degenerovalo“ až pod vlivem katolicismu s jeho kultem světců a andělů. Vznik protestantismu úzce spojoval s „německým duchem“, ale zároveň přistupoval ke křesťanství s určitou obezřetností a oceňoval údajné „pohanské“ přitakání pozemskému životu oproti „semitskému“ zaměření na život posmrtný.
Kromě Německa byly výsledky národopisného a mytologického bádání bratří Grimmů velmi oblíbené i v britském prostředí, kde se smísily s přírodně-mytologickým přístupem Maxe Müllera. Folkloristé jako Charlotte Sophia Burne, George Webbe Dasent, John Francis Campbell, Douglas Hyde a Abram Smythe Palmer považovali v tomto duchu britské lidové příběhy za pozůstatky indoevropského uctívání přírody.

## Pohádky bratří Grimmů

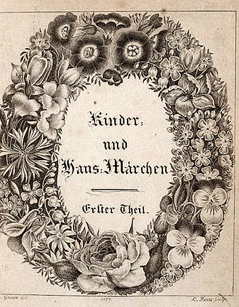
Kinder- und Hausmärchen (vydání z roku 1812)

Pohádky bratří Grimmů (Kinder- und Hausmärchen) byly publikovány ve dvou svazcích (1812–1815). První obsahoval 76 pohádek sesbíraných především v Hesensku, ve druhém jich bylo 72 a pocházely většinou z Dolního Saska.  Poslední edice, vydaná za jejich života, vyšla v roce 1857 a obsahovala 211 pohádek, dalších 28 bylo v dřívějších edicích, takže celkem tedy sbírka obsahovala 239 pohádkových příběhů. Pohádky byly zapsány podle ústní tradice, v prvním vydání bylo použito 10 dialektů německého jazyka. K prvním svazkům byl přiložen komentář s odkazy na místo původu, na další varianty příběhu a vysvětlivkami k některým jazykovým pojmům.
Některé pohádky se staly proslulými po celém světě, jsou půvabné svým kouzlem, motivy komunikace mezi lidmi a zvířaty a morálním patosem boje dobra se zlem. Mezi nejznámější publikované pohádky patří: Sněhurka, Červená karkulka, Šípková Růženka, Jeníček a Mařenka, Popelka, Jak Honza ke štěstí přišel, Brémští muzikanti, Dupynožka, Tři přadleny nebo Bělinka a Růženka, Čiperná Markyta, Medvědáč, Železný Jan, Strakatinka, Král Odřivous a další.
V češtině byly poprvé vydány na přelomu 19. a 20. století pod názvem Dětské pohádky: dle sbírky bratří Grimmů. V roce 1929 vyšel výběr O Palečkovi a jiné pohádky v překladu Pavly Wenigové a od té doby bylo v různé úpravě publikováno téměř 150 různých vydání. K nejznámějším ilustrátorům patří Jiří Trnka, Adolf Born a Helena Zmatlíková.

## Odrazy ve filmu
- Kletba bratří Grimmů, česko-britsko-americký film z roku 2005, režie Terry Gilliam, historická fikce ze života obou bratrů [8]
- Věčný příběh, americký pohádkový romantický film z roku 1998, oba bratři zde vystupují na počátku a na konci filmového příběhu v rolích posluchačů vyprávěného příběhu[9]
- Grimm, americký seriál
- Bratři Grimmové (Die Brüder Grimm - Mehr als Märchen), německý dokumentární TV film z roku 2022, režie Gabriele Roseová[10]